# Strada statale 606 di Vibo Valentia
La strada provinciale ex SS 606 Vibo Valentia-Sant'Onofrio (SP ex SS 606), in precedenza strada statale 606 di Vibo Valentia, è una strada provinciale italiana.

## Percorso
Rappresenta l'accesso stradale dal centro abitato di Vibo Valentia allo svincolo di Sant'Onofrio-Vibo Valentia dell'Autostrada A3 Napoli-Reggio Calabria.

## Storia
Venne istituita col decreto del Ministro dei lavori pubblici del 9 febbraio 1970, con i seguenti capisaldi d'itinerario: "Innesto strada statale n. 18 a Vibo Valentia - Castelluccio - svincolo Autostrada A3 Napoli-Reggio Calabria in località Vaccarizzu di S. Onofrio" (modificata poi nel corso del 2017 in "Innesto strada statale n. 18 a Vibo Valentia - Castelluccio - svincolo Autostrada A2 del Mediterraneo in località Vaccarizzu di S. Onofrio"
In seguito al decreto legislativo n. 112 del 1998, dal 2002 la gestione è passata dall'ANAS alla Regione Calabria, che ha provveduto al trasferimento dell'infrastruttura al demanio della Provincia di Vibo Valentia.